# Fotometría (astronomía)
La fotometría astronómica es la técnica de la astronomía observacional que estudia la medición del brillo aparente y el color de los objetos celestes mediante el análisis de su radiación electromagnética en el espectro visible, infrarrojo o ultravioleta. Esta disciplina permite determinar propiedades físicas como luminosidad, temperatura efectiva y composición química de estrellas, planetas, galaxias y otros cuerpos celestes
.

## Historia
El concepto de magnitud aparente fue establecido por Hiparco de Nicea en el siglo II a. C., clasificando las estrellas en seis magnitudes según su brillo. En 1856, Norman Pogson cuantificó esta escala, estableciendo que una diferencia de 5 magnitudes corresponde a un factor de 100 en flujo luminoso, lo que implica que cada magnitud sucesiva difiere por un factor de {\displaystyle {\sqrt[{5}]{100}}\approx 2.512}. La invención del fotómetro fotoeléctrico en el siglo XX y posteriormente las  cámaras CCD revolucionaron la precisión, alcanzando mediciones de hasta 0.001 magnitudes

## Métodos

### Técnicas fundamentales
- Fotometría diferencial: Compara el brillo de un objeto variable con estrellas de referencia no variables en el mismo campo visual. Utiliza una estrella de calibración y otra de chequeo para validar mediciones.
- Fotometría de apertura: Suma la luz dentro de una región circular centrada en el objeto, restando el brillo del cielo circundante. Es esencial en campos estelares densos.
- Fotometría de superficie: Mide el brillo por unidad de área angular (mag/arcseg²) en objetos extendidos como galaxias o nebulosas.

### Sistemas fotométricos
Los sistemas estandarizados utilizan filtros de banda ancha para mediciones reproducibles:
- Sistema UBVRI (Johnson-Cousins): Filtros ultravioleta (U, 350 nm), azul (B, 430 nm), visual (V, 550 nm), rojo (R, 700 nm) e infrarrojo (I, 900 nm).[2]
- Sistema JHK: Enfocado en infrarrojo cercano (1-2.5 μm).
- Sistema Strömgren uvbyβ: Combina filtros estrechos y anchos para estudios de extinción interestelar y metalicidad.

## Aplicaciones
- Determinación de curvas de luz para estudiar estrellas variables (e.g., Cefeidas, RR Lyrae).
- Detección de exoplanetas mediante el método de tránsito astronómico.
- Cálculo de distancia luminosa usando la ley de la inversa del cuadrado y magnitud absoluta.
- Construcción de diagramas color-magnitud para análisis evolutivo estelar.

## Instrumentación
| Instrumento | Precisión típica | Aplicación | Fotómetro fotoeléctrico | ±0.01 mag | Alta resolución temporal | CCD | ±0.001 mag | Fotometría multibjeto y campos extensos | Espectrofotómetro | Banda estrecha | Análisis espectral detallado |